# Cyclohexadienone
| Cyclohexadienone    | Cyclohexadienone    |
| ------------------- | ------------------- |
|                     |                     |
| 2,4-Cyclohexadienon | 2,5-Cyclohexadienon |

Cyclohexadienone sind eine Gruppe chemischer Verbindungen, die eine 2,4-Cyclohexadienon- oder eine 2,5-Cyclohexadienon-Teilstruktur aufweisen. Es handelt sich um cyclische konjugierte, bzw. kreuzkonjugierte Enone. Die beiden unsubstituierten Verbindungen 2,4-Cyclohexadienon und 2,5-Cyclohexadienon sind thermodynamisch instabil.

## Keto-Enol-Tautomerie
Die unsubstituierten Cyclohexadienone werden über eine Keto-Enol-Tautomerie vollständig in die aromatische Verbindung Phenol überführt. Dies gilt auch für 2,4-Cyclohexadienon-Derivate mit mindest einem H-Atom in 6-Stellung, bzw. für 2,5-Cyclohexadienon-Derivate mit mindest einem H-Atom in der 4-Position.
Durch eine  Retro-Diels-Alder-Reaktion bei 800 °C (Blitzthermolyse) im Vakuum und Abfangen der Produkte im Kryostat bei −196 °C lässt sich die Bildung von 2,4- und 2,5--Cyclohexadienon nachweisen.
Bestrahlt man Bicyclo[2.2.2]oct-7-en-2,5-dion, so bildet sich Phenol. Diese Reaktion verläuft über 2,5-Cyclohexadienon als Zwischenstufe. Die Kinetik der Tautomerisierung zu Phenol lässt sich mit der Blitzlichtphotolyse untersuchen.

## Cyclohexadienone als Zwischenprodukte
Bereits 1901 wurden von Arthur Lapworth die Cyclohexadiene als Zwischenprodukte bei der elektrophilen Substitution in Betracht gezogen. Dies konnte 1974 für die Bromierung von Phenolderivaten in einer wässrigen Lösung mit Essigsäure und Natriumacetat nachgewiesen werden.
Während die Umlagerung des unsubstituierten 4-Brom-2,5-cyclohexadienon (R=H) sehr schnell verläuft, ist das Cyclohexadienderivat, das man bei der Umsetzung von 2,6-Di-tert-butylphenol (R=t-Bu) erhält, ausreichend stabil, um es isolieren zu können.

## Disubtituierte Cyclohexadienone
2,4-Cyclohexadienon mit zwei Substituenten in der 6-Position, bzw. 2,5-Cyclohexadienon mit zwei Substituenten in der 4-Position können nicht mehr durch eine Keto.Enol-Tautomerisierung rearomatisieren. Dies kann jedoch in saurer Lösung oder photochemisch in einer Dienon-Phenol-Umlagerung erfolgen: